# Związek Kynologiczny w Polsce
Związek Kynologiczny w Polsce (ZKwP) är Polens nationella kennelklubb som är en av medlemsorganisationerna i den internationella kennelfederationen Fédération Cynologique Internationale (FCI). Den är de polska hundägarnas intresse- och riksorganisation och för nationell stambok över hundraser. Organisationen grundades 1938.